# フィールドキャスター
株式会社フィールドキャスター（Fieldcaster Corp.）は、芸能イベント・会見を動画取材して、その映像を編集しポータルサイト等にニュース配信する会社である。商号は『現場から伝える』という意味から。

## 沿革
- 2011年8月 - フィールドキャスター設立。
- 2014年4月 - 株式会社フィールドキャスターとして法人化。

## 主な事業

### 動画ニュース配信事業
芸能イベントや会見を動画取材。その映像を編集し、ポータルサイト等に動画ニュースとして配信する事業。
また、映画配給会社からは映画の予告編、企業やPR会社からはCMやCMのメイキング映像の提供を受けて配信する事業。
動画ニュースは「Yahoo!映像トピックス 公式映像コーナー」、「スマートニュース」、「グノシー」、「ニコニコニュース」、「Googleニュース」、フジテレビのオンラインサイトにオリジナルの動画ニュースを配信している。

### ライブ配信事業
Zoom、YouTube Liveにおける、企業の新商品発表会、決算説明会やトークイベントなどの生配信事業。

### 映像制作事業
企業紹介動画や、新卒採用のための社員紹介動画、テレビ局納品用のCMメイキング映像の制作を行っている。